# 外日本浪花介
外日本浪花介（学名：Cythere lutea omotenipponica）为浪花介科浪花介屬下的一个种。